# Ньютон, Джон (генерал)
Джон Ньютон (John Newton) (25 августа 1822 — 1 мая 1895) — американский военный, инженер, генерал армии Союза во время гражданской войны. Командовал инженерным корпусом.

## Ранние годы
Ньютон родился в Норфолке, штат Вирджиния. Он поступил в военную академию Вест-Пойнт и окончил её вторым по успеваемости в классе 1842 года, где он учился с будущими знаменитыми генералами Роузкрансом и Лонгстритом. Его определили в инженерный корпус в постоянном звании второго лейтенанта. С 1843 по 1 июля 1846 года преподавал в Вест-Пойнте инженерное дело (соответственно, у него учился, в частности, класс 1846 года). В 1846—1852 годах занимался сооружением фортов на атлантическом побережье. 16 октября 1852 года стал первым лейтенантом. 1 июля 1856 года получил звание капитана за выслугу лет.

## Гражданская война
Несмотря на вирджинское происхождение, Ньютон встал на сторону Севера после начала гражданской войны. С мая по июль 1861 года он был главным военным инженером пенсильванского департамента и участвовал в сражении у Фоллен-Уотерс 30 июня. 6 августа 1861 года он получил звание майора регулярной армии. С августа 1861 по март 1862 занимался сооружением укреплений Вашингтона и командовал одной из бригад гарнизона, в связи с чем 23 сентября 1861 года получил звание бригадного генерала добровольческой армии и возглавил бывшую бригаду Уильяма Франклина, повышенного до командира дивизии. Бригада состояла из пяти пехотных полков:
- 15-й Нью-Йоркский пехотный полк, полк. Маклеод Мёрфи (25 октября переведен в инженерные войска)
- 18-й Нью-Йоркский пехотный полк, полк. Уильям Джексон.
- 31-й Нью-Йоркский пехотный полк, полк. Кельвин Пратт
- 32-й Нью-Йоркский пехотный полк, полк. Родерик Мейтсон
- 95-й Пенсильванский пехотный полк, полк. Джон Гослин

Летом 1862 года бригада участвовал в кампании на полуострове (в составе дивизии Уильяма Франклина), в частности, в сражении при Гэинс-Милл. Вместе с дивизией Франклина он участвовал в мерилендской кампании и штурмовал ущелье Кремптона во время сражения у Южной Горы. В сражении при Энтитеме его бригада состояла в дивизии Генри Слокама, и в бой введена не была (Ньютон получил звание подполковника регулярной армии за Энтитем).
Вскоре после Энтитема в VI корпусе появилась дополнительная дивизия и Ньютон стал её командиром. Во время сражения при Фредериксберге он снова оказался в стороне от боевых действий. После сражения Ньютон и бригадный генерал Кокрейн лично отправились в Вашингтон к президенту Линкольну и высказали ему своё недовольство генералом Бернсайдом.
После Фредериксберга в армии начались кадровые перестановки. Ряд интриг и взаимных обвинений привел к тому, что еще 25 января Уильям Смит был отстранен от должности командира корпуса и заменен на Джона Ньютона, который через 10 дней тоже был отстранен и 5 февраля заменен на Джона Седжвика.
Таким образом, к началу геттисбергской кампании Ньютон командовал дивизией в VI корпусе Седжвика. Когда в первый день сражения при Геттисберге погиб генерал Рейнольдс, командующий I корпуса, у генерала Мида было только 4 кандидата на замену: Ньютон, Бирни, Шурц и Даблдей. Шурц не подходил, поскольку Мид недолюбливал генералов-политиков, Бирни не успел проявить себя в звании генерал-майора, а Даблдею Мид не доверял. Поэтому 2 июля он передал I корпус Ньютону. Это назначение вызвало недовольство Даблдея, а также и самих солдат I корпуса.
Вечером, во время прорыва бригады Райта, Мид приказал Ньютону ввести в бой бригаду резервную Робинсона, однако опасность миновала прежде, чем Робинсон вышел на позицию.
В ночь на 3 июля на военном совете в штабе Мида, Ньютон высказал опасение, что Ли сможет обойти левый фланг федеральной армии. Он заметил, однако, что Потомакская армия стоит на сильной позиции и выбить её оттуда будет непросто, поэтому выступил за продолжение боя на этой позиции. 3 июля во время атаки Пикетта, Ньютон снова получил приказ ввести в бой дивизию Робинсона, однако опасность снова миновала прежде, чем Робинсон успел выйти на позицию.
В марте 1864 года I корпус был расформирован и Ньютон остался без команды. Его участие в заговоре против Бернсайда создало ему имидж проблемного офицера, поэтому в апреле его генерал-майорское звание было отменено, а сам он вскоре был направлен на запад в прежнем звании бригадного генерала. 2 мая ему поручили командовать 2-й дивизией IV корпуса Камберлендской армии. С этой дивизией Ньютон участвовал в Атлантской кампании. После взятия Атланты Ньютон оставил полевую службу (24 сентября) и с октября 1864 по июнь 1865 года командовал Дистриктом Кей-Уэст и Тортугас (часть департамента Залива). В марте 1865 года он начал боевые действия против южан во Флориде, но его армия была разбита в сражении при Нейчурал-Бридж 6 марта.
13 марта 1865 года Ньютон получил временное звание генерал-майора добровольческой армии и одновременно - временное звание генерал-майора регулярной армии.

## Послевоенная деятельность
28 декабря 1865 года Ньютон вернулся в инженерный корпус в звании подполковника, а 15 января 1866 года уволился из добровольческой армии. В 1866 - 1884 годах он сменил множество мест службы, а 6 марта 1884 года стал главным инженером армии США. 27 августа 1886 года он уволился из армии по собственному желанию. С 1888 был президентом кампании «Panama Railroad Company». Он умер в 1895 году и был похоронен на кладбище Вест-Пойнт.